# Шитики (Велізький район)
Шитики (рос. Шитики) — присілок Велізького району Смоленської області Росії. Входить до складу Погорєльського сільського поселення.
Населення — 1 особа (2007 рік). 